# Якименко, Григорий Саввич
Григорий Саввич Якименко (5 мая 1928, Марьянское, Криворожский округ — 5 февраля 2019, Алчевск, Луганская область) — украинский советский деятель, директор Алчевского металлургического комбината. Депутат Верховного Совета УССР 11-го созыва. Кандидат экономических наук, профессор, член-корреспондент Академии технологических наук Украины.

## Биография
Родился 5 мая 1928 года в селе Марьянское Апостоловского района (ныне в Днепропетровской области).
В 1953 году окончил Днепропетровский металлургический институт.
В 1953—1974 годах — помощник мастера, мастер, старший мастер, заместитель начальника, начальник обжимного цеха, начальник производственно-распорядительного отдела Ворошиловского (Коммунарского) металлургического завода Ворошиловградской области.
Член КПСС с 1957 года.
В 1974—1980 годах — главный инженер Коммунарского металлургического завода.
В 1980—1990 годах — директор, генеральный директор Коммунарского (Алчевского) металлургического комбината.
Потом — на пенсии в городе Алчевск. Автор 5 книг, 56 изобретений.
Умер 5 февраля 2019 года в городе Алчевск.

## Награды
- Орден Ленина;
- Орден Трудового Красного Знамени;
- Орден «Знак Почёта»;
- Заслуженный металлург Украины (1996);
- Медали;
- Почётный гражданин города Алчевска (май 2003).